# تصفیه برف
تصفیه برف سیستم تصفیه برف روشی دوستانه برای مقابله با جمع شدن برف بیش از حد در طبیعت است. برف از جاده‌ها پاکسازی می‌شود و با این کار جاده‌ها امن و مطمئن می‌شوند. به علت اینکه میزان ذوب برف در جاده‌ها سریع تر شده، جاده‌ها را به وسیله نمک شور می‌کنند، بنابراین با این کار پس از ذوب شدن تبدیل به یخ نمی‌شود. روش متعارف این است که برف را به داخل رودخانه واژگون می‌کنند، که این کار باعث افزایش غلظت نمک در آب می‌شود.

## روش
در فصل بهار، که ذوب برف به وسیله پاشیدن نمک بر روی آن‌ها پشت سر گذاشته شده، که این روش می‌تواند برای طبیعت به عنوان یک محیط هیپرتونیک که به روی گیاهان تأثیر می‌گذارد، مخرب باشد.
رواناب برف جمع‌آوری می‌شود و در یک مرکز جمع می‌شود. به طور مستقیم از طریق یک روغن و شن جدا کننده است که نظارت بر قوام آلاینده در رواناب هم صورت می‌گیرد. روغن و شن جداکننده، علت روند شیمیایی و بیولوژیکی هستند که رسوب اتصال سنگین مواد مغزی شن و ماسه و فلز است، به این معنی که واکنش کاهش اکسیداسیون می‌دهد. در مواقع مشابه این مسئله موجب کاهش میزان کلر موجود در رواناب می‌شود.
سپس رواناب در حوزه رودخانه جریان می‌یابد، جایی که گیاهان برای رشدشان از یدهای نمک استفاده می‌کنند (مانند K+, P3−, N3−). این رواناب در آینده به وسیله گیاهان تصفیه می‌شود و فقط آب تمیز بخار می‌شود و دوباره به رودخانه بازمی گردد.